# Кица Колбе
Кица Барджиева-Колбе (на македонска литературна норма: Кица Барџиева-Колбе, на немски: Kica Kolbe) е северномакедонска и немска писателка.

## Биография
Родена е в 1951 година във велешкото Башино село, тогава във Федерална Югославия. Баща ѝ е бежанец от леринското село Вощарани, а майка ѝ от костурското Бабчор, Егейска Македония, Гърция. Учи философия в Скопския и Белградския университет. Защитава магистратура върху естетиката на Теодор В. Адорно и докторат върху германската естетика от XVIII век. Няколко години преподава в на катедрата по философия във Философския факултет в Скопие. В 1986 година емигрира в Германия. От 1990 година се посвещава целостно на прозата, особено на романа. Романът ѝ „Снегот во Казабланка“ (2005, второ издание 2007) е носител на наградата „Роман на годината“ за 2006 година, а „Жените Гаврилови“ в 2009 година е номинацията от Република Македония за наградата „Балканика“.